# Cremaster 1
Cremaster 1 è un film del 1996 diretto da Matthew Barney.

## Descrizione
Cortometraggio sperimentale del ciclo Cremaster che allude alla posizione degli organi riproduttivi durante il processo di sviluppo embrionale.

## Ciclo
- Cremaster 2 (1999)
- Cremaster 3 (2002)
- Cremaster 4 (1994)
- Cremaster 5 (1997)